# Luz Soriano
Simão José da Luz Soriano (Santa Catarina (Lisboa), 8 de setembro de 1802 – Mercês (Lisboa), 18 de agosto de 1891) foi um historiador, e político maçon da Monarquia Liberal. É principalmente conhecido pelos livros que escreveu sobre a guerra civil de 1828-1834 e a implantação do liberalismo em Portugal. As reflexões políticas realizadas em 1858 e em 1860 revelam-nos uma outra faceta da sua obra: a crítica apaixonada dos erros do regime constitucional. Contudo, as suas observações só podem ser entendidas se forem relacionadas com o liberalismo moderado da segunda metade do século XIX.

## A vida e a obra
Oriundo de uma família com poucas condições, filho de Domingos José Soriano e de Angélica Teresa de São José, foi aluno da Casa Pia de Lisboa e estudante de Filosofia e Matemática em Universidade de Coimbra. Emigrou em 1828 para Inglaterra devido às suas ideias liberais, seguindo em 1829 para a Terceira, quartel general do exército liberal, onde exerceu o jornalismo político. 
Em 1832, regressado a Portugal com D. Pedro IV, inserido no grupo dos "Bravos do Mindelo" (onde também se encontravam Herculano e Garrett), iniciou longa e relevante carreira na Secretaria da Marinha e Ultramar. Voltando à Universidade, formou-se em Medicina em 1842. Em 1851 foi deputado por Angola. Foi ao serviço desta província africana que impulsionou o desenvolvimento da colónia de Moçâmedes, por sugestão de Bernardino Freire de Figueiredo Abreu e Castro, radicado em Pernambuco, que alertou para as potencialidades daquele território.
Foi também escritor dedicado às Letras e favorecedor da instrução primária e superior em Portugal. Era sócio da Academia Real das Ciências.
Falecido aos 88 anos sem filhos, nomeou muitos herdeiros com funções específicas para gerir a sua vasta fortuna.
Residia em Lisboa, ao Bairro Alto, na actual Rua Luz Soriano, número 90, 2.º andar, onde faleceu solteiro e sem filhos. Encontra-se sepultado em jazigo no Cemitério dos Prazeres.

## Publicações
- História do Cerco do Porto, 2 volumes, Lisboa, 1846-1849;
- Revelações da Minha Vida, 1860;
- História da Guerra Civil, 17 volumes, 1866-1890;
- História do Reinado de D. José, 2 volumes, 1867;
- Vida do Marquês de Sá da Bandeira, 2 volumes, 1887-1888.